# Gebangharjo
Gebangharjo is een bestuurslaag in het regentschap Wonogiri van de provincie Midden-Java, Indonesië. Gebangharjo telt 2022 inwoners (volkstelling 2010).